# William Mason
Pour les articles homonymes, voir Mason et William Mason (homonymie).
William Mason, né à Kingston-upon-Hull le 12 février 1724 et mort le 7 avril 1797, est un poète, éditeur et jardinier-paysagiste anglais.
Après avoir fait ses études au St John's College à Cambridge, il est ordonné pasteur en 1754 et occupe un certain nombre de postes dans l'Église anglicane.
Parmi ses œuvres, les plus prisées aujourd'hui sont ses tragédies historiques Elfrida (1752) et Caractacus (1759), ainsi qu'un long poème sur le jardinage, Le Jardin anglais (3 vol., 1772-82).
Il publie en 1774 les Poèmes de Thomas Gray, qui fut son ami et eut une grande influence sur son œuvre. Il refuse en 1785 le titre de poète lauréat que souhaitait lui conférer William Pitt.

## Galerie : Le jardin anglais

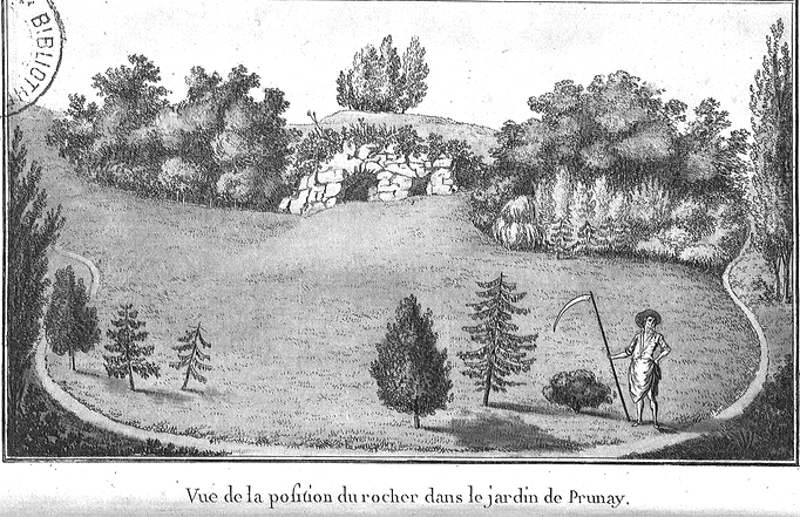
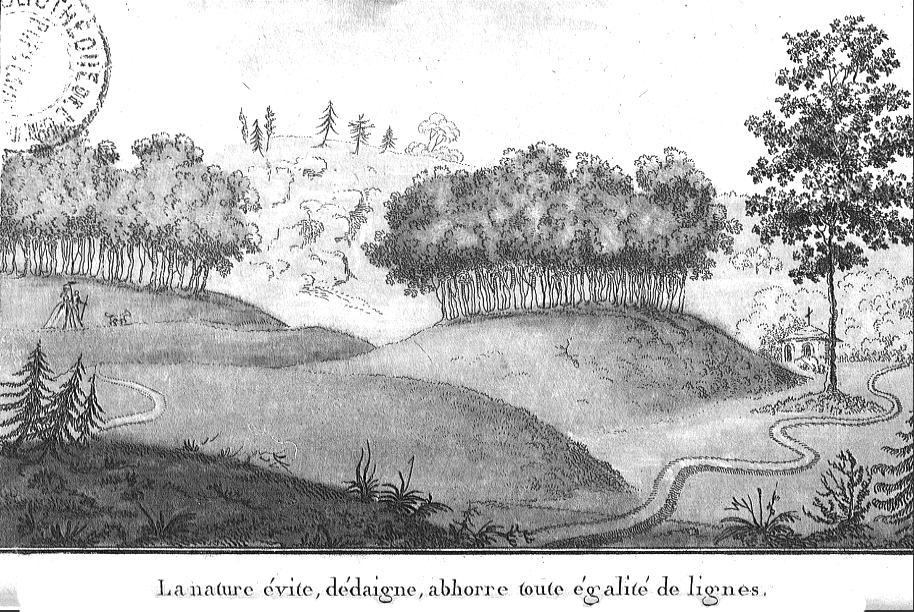
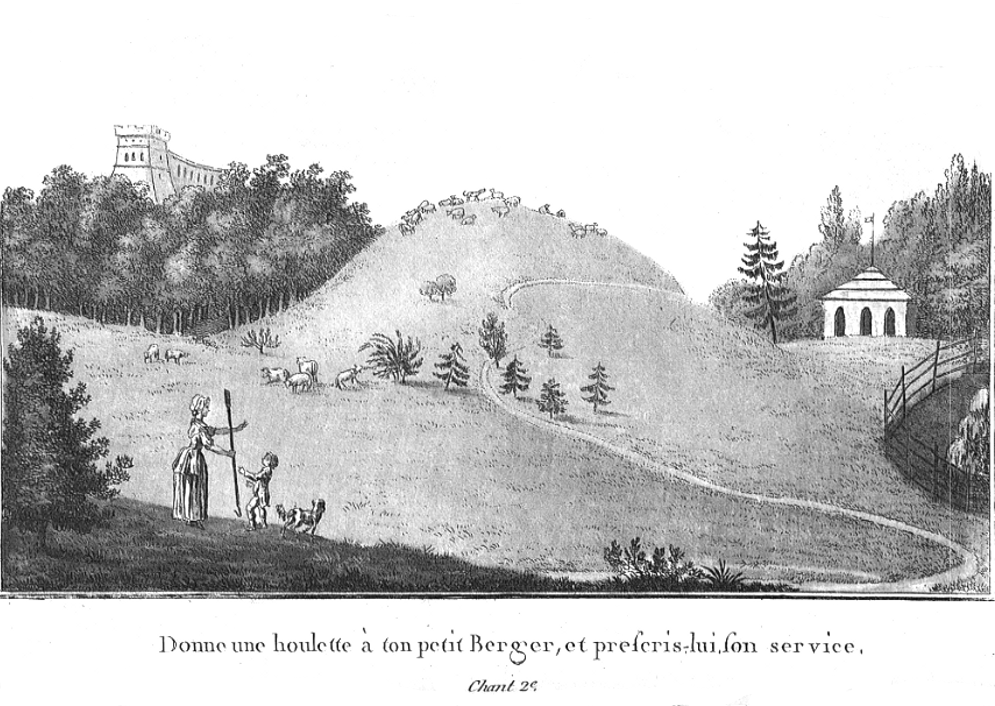
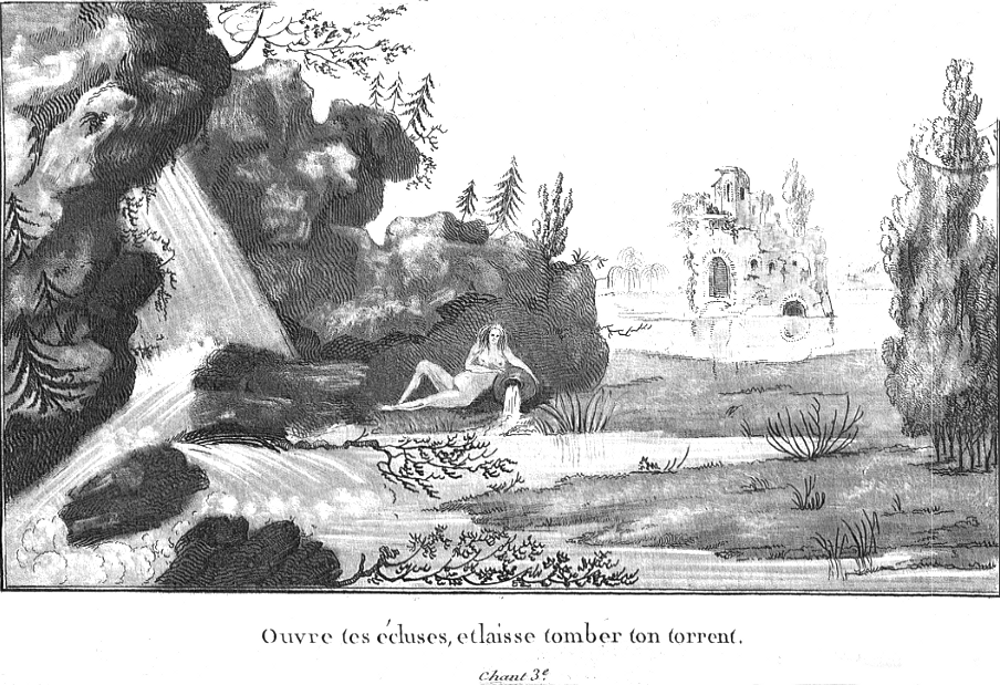
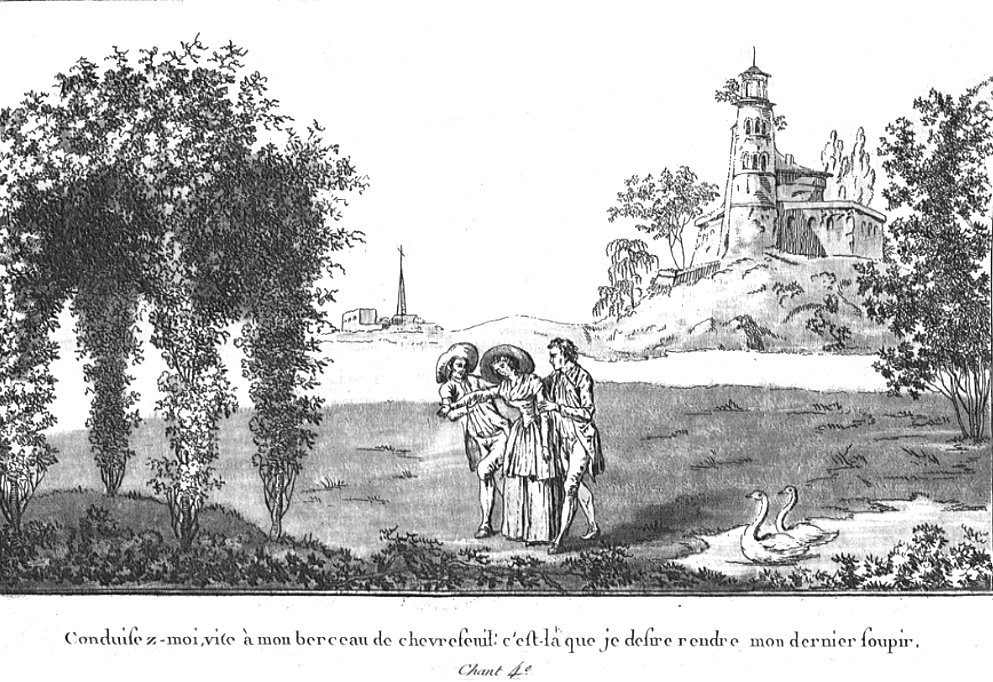